# Eduard Mörike
Eduard Friedrich Mörike (Ludwigsburgo, 8 de setembro de 1804 (220 anos) - Estugarda, 4 de junho de 1875) foi um poeta romântico alemão.
Ele estudou teologia no Seminário de Tübingen, e seguiu a carreira eclesiástica, tornando-se um pastor luterano. Em 1834 foi nomeado pároco de Cleversulzbach perto Weinsberg e, após a sua aposentadoria antecipada por razões de saúde, se tornou em 1851 professor de literatura alemã na Katharinenstift em Stuttgart. Permaneceu no cargo até 1866. 

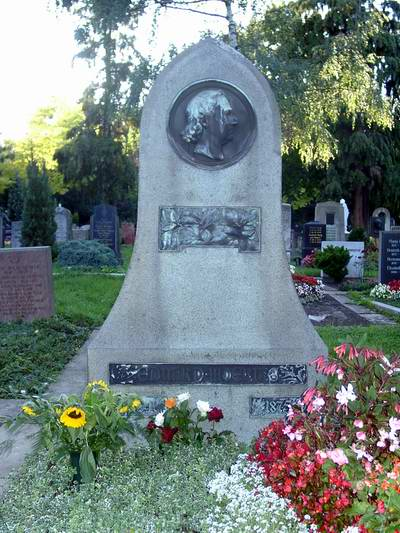
Sepultura de Eduard Mörike no Pragfriedhof in Stuttgart

Mörike é um membro do grupo literário chamado Escola da Suábia, que se reuniu em torno de Ludwig Uhland. Seus poemas, Gedichte (1838), são principalmente líricos, às vezes humorísticos, expressos em linguagem simples e natural. Seus lieder (canções) são tradicionais em forma e foram comparados com os de Goethe. Ele também escreveu Idylle vom Bodensee, oder Martin Fischer und die Glockendiebe (1846), e publicou uma coleção de hinos, odes, elegias e idílios gregos e romanos, intitulado Klassische Blumenlese (1840), além de vários romances e narrativas, entre eles Maler Nolten (1832), que gozou de grande popularidade. Outra obra é a novela Mozart auf der Reise nach Prag (1856), um exame bem-humorado dos problemas dos artistas em um mundo hostil à arte. Muitas de suas poesias foram postas em música por Hugo Wolf.